# Cantone di Ferrières-en-Gâtinais
Il Cantone di Ferrières-en-Gâtinais era una divisione amministrativa dell'arrondissement di Montargis.
È stato soppresso a seguito della riforma complessiva dei cantoni del 2014, che è entrata in vigore con le elezioni dipartimentali del 2015.
Comprendeva i comuni di:
- Le Bignon-Mirabeau
- Chevannes
- Chevry-sous-le-Bignon
- Corbeilles
- Courtempierre
- Dordives
- Ferrières-en-Gâtinais
- Fontenay-sur-Loing
- Girolles
- Gondreville
- Griselles
- Mignères
- Mignerette
- Nargis
- Préfontaines
- Sceaux-du-Gâtinais
- Treilles-en-Gâtinais